# Кубок Словении по волейболу среди женщин
Кубок Словении по волейболу среди женщин — ежегодное соревнование женских волейбольных команд Словении. Проводится с 1992 года.

## Формула соревнований
Соревнования проходят по системе «осень-весна» и состоят из предварительного этапа и плей-офф. Победители полуфинальных матчей в финале определяют обладателя Кубка. В финале розыгрыша 2024/25 «Кальцит» победил «Браник» 3:0.

## Победители
- 1992 «Палома-Браник» Марибор
- 1993 «Палома-Браник» Марибор
- 1994 «Палома-Браник» Марибор
- 1995 «Целе»
- 1996 «Инфонд-Браник» Марибор
- 1997 «Кемиплас» Копер
- 1998 «Инфонд-Браник» Марибор
- 1999 «Инфонд-Мелтал» Марибор
- 2000 «Инфонд-Мелтал» Марибор
- 2001 «Инфонд-КБМ-Мелтал» Марибор
- 2002 «Нова-КБМ-Браник» Марибор
- 2003 «Нова-КБМ-Браник» Марибор
- 2004 «Сладкигрех» Любляна
- 2005 «Сладкигрех» Любляна
- 2006 «Хит Нова-Горица» Нова-Горица
- 2007 «Хит Нова-Горица» Нова-Горица
- 2008 «Хит Нова-Горица» Нова-Горица
- 2009 «Хит Нова-Горица» Нова-Горица
- 2010 «Нова-КБМ-Браник» Марибор
- 2011 «Нова-КБМ-Браник» Марибор
- 2012 «Нова-КБМ-Браник» Марибор
- 2013 «Кальцит» Камник
- 2014 «Кальцит» Камник
- 2015 «Нова-КБМ-Браник» Марибор
- 2016 «Нова-КБМ-Браник» Марибор
- 2017 «Нова-КБМ-Браник» Марибор
- 2018 «Нова-КБМ-Браник» Марибор
- 2019 «Кальцит» Камник
- 2020 «Нова-КБМ-Браник» Марибор
- 2021 турнир отменён
- 2022 «Кальцит» Камник
- 2023 «Нова-КБМ-Браник» Марибор
- 2024 «Нова-КБМ-Браник» Марибор
- 2025 «Кальцит» Камник

### Титулы
| Клуб                      | Победы |
| ------------------------- | ------ |
| «Нова-КБМ-Браник» Марибор | 20     |
| «Кальцит» Камник          | 5      |
| «Хит Нова-Горица»         | 4      |
| «Сладкигрех» Любляна      | 2      |
| «Кемиплас» Копер          | 1      |
| «Целе»                    | 1      |